# Jan Piotr Łoyko
Jan Piotr Łoyko herbu Wąż, przydomek rodowy: Rędziejowski, Rędziewski (ur. 24 czerwca 1724 w Grzybowie, zm. ok. 1791) – jezuita, pedagog i członek Towarzystwa do Ksiąg Elementarnych.

## Życiorys
Urodził się w rodzinie Karola, łowczego orszańskiego, i Teresy z domu Wojnarowskiej. Jego starszym bratem był Feliks, historyk, dyplomata i ekonomista. Jan został przyjęty do zakonu jezuitów 24 sierpnia 1738 r., rozpoczynając dwuletni nowicjat, który spędził w Krakowie. W latach 1741–1753 odbył szereg studiów: retoryczne w Krasnymstawie, filozoficzne w Kaliszu (1741–1744), matematyczne we Lwowie (1745–1747), teologiczne w Rzymie (1747–1751; w 1750 r. odebrał tamże święcenia) oraz matematyczne i astronomiczne w Paryżu (1751–1753).
W latach 1754–1773 pełnił obowiązki profesorskie w szkołach jezuickich, przede wszystkim prowadząc wykłady – w Poznaniu (1744–1745) nauczał gramatyki, w Collegium Nobilium we Lwowie (1754–1755) matematyki, historii i geografii, w Ostrorogu (1755–7, 1761–2) matematyki, etyki, logiki i języka francuskiego, w Łucku (1757–1761) filozofii i matematyki, w Jarosławiu (1762–1763) metafizyki i etyki, a w Lublinie (1763–73) teologii scholastycznej i polemicznej, ponadto zajmował tam stanowisko prefekta miejscowych szkół. W tym czasie był też doradcą w kwestiach wydawniczych w drukarniach jezuickich i opiniował użyteczność rękopisów planowanych do druku. Jan Łoyko wyróżniał się znajomością języków obcych, dobrze władając językiem łacińskim, francuskim i włoskim, nieco gorzej zaś hiszpańskim i portugalskim.
Gdy zakon jezuitów został rozwiązany, Feliks Łoyko zabiegał u króla Stanisława Augusta Poniatowskiego o pomoc w znalezieniu urzędu dla brata. 21 lutego 1777 r. Jan otrzymał powołanie od Komisji Edukacji Narodowej na stanowisko członka Towarzystwa do Ksiąg Elementarnych, zamiast nadal nieobecnego Grzegorza Kniażewicza. Został powołany do zespołu zajmującego się przygotowaniem elementarza dla szkół wiejskich. Wspólnie z Janem Chrzcicielem Albertrandim i Hugo Kołłątajem przedłożył na posiedzeniach Towarzystwa w dniach 25 marca i 22 kwietnia koncepcję elementarza, która została zaakceptowana. Łoyko otrzymał zlecenie opracowania pierwszej części książki, wywiązując się z niego 28 listopada. Według jego planu miała ona zawierać wskazówki do czytania, tablice miar i wag i katechizm. Rozwiązania Łoyko posłużył Towarzystwu w dalszych pracach nad elementarzem. W międzyczasie recenzował „Fizykę” Michała Hube. W grudniu tego samego roku zaniechał obecności w spotkaniach Towarzystwa wskutek postępującej choroby, natomiast 9 stycznia 1778 r. odszedł z piastowanego stanowiska oraz zrezygnował z wynagrodzenia, mimo to w dalszym ciągu współpracował z instytucją. KEN przydzielił mu 800 złotych polskich emerytury rocznie. Choroba nie pozwoliła mu dokończyć pracy nad podręcznikiem do nauki chrześcijańskiej, dlatego Towarzystwo przekazało 24 grudnia 1781 r. wykonanie go pijarowi Casoli. Resztę życia Łoyko spędził w rodzinnym Grzybowie. Data jego śmierci nie jest znana, lecz prawdopodobnie żył jeszcze w latach 90. XVIII w., ponieważ w zachowanych rozliczeniach finansowych KEN z roku 1791 widnieje jako ksiądz emeryt.